# 阿姆斯特丹最小的房子

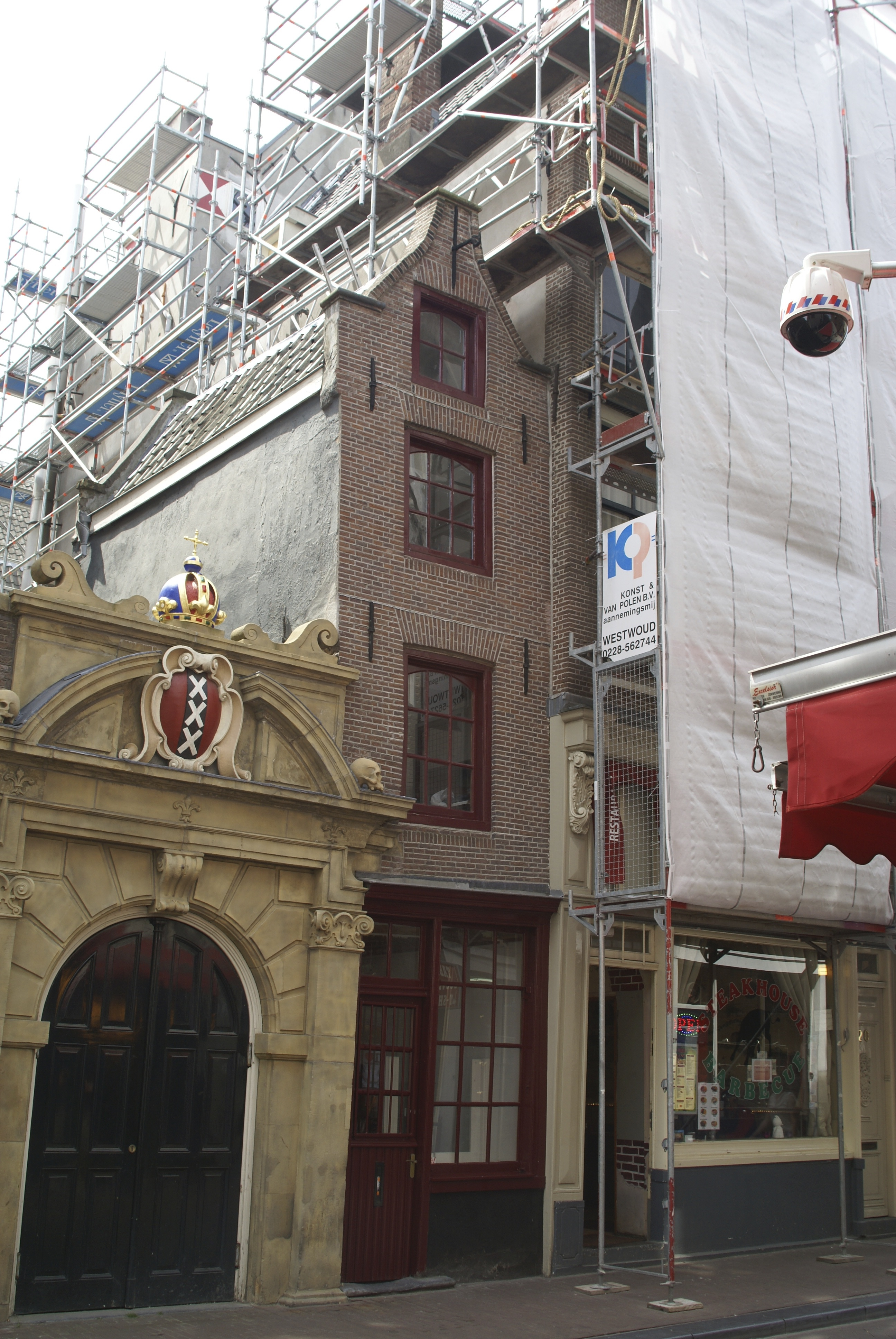
正面

阿姆斯特丹最小的房子（The smallest house in Amsterdam）是荷蘭阿姆斯特丹的一座建築，位於阿姆斯特丹舊城。這座建築也被稱為是歐洲最小的建築，寬2.02（6英尺8英寸），深5（16英尺5英寸），是一座典型的阿姆斯特丹運河沿岸建築。在修建之初，該建築曾只有一層。

## 外部連結
- The Smallest House in Amsterdam

52°22′16″N 4°53′52″E / 52.3711°N 4.8978°E